# Ippoterapia

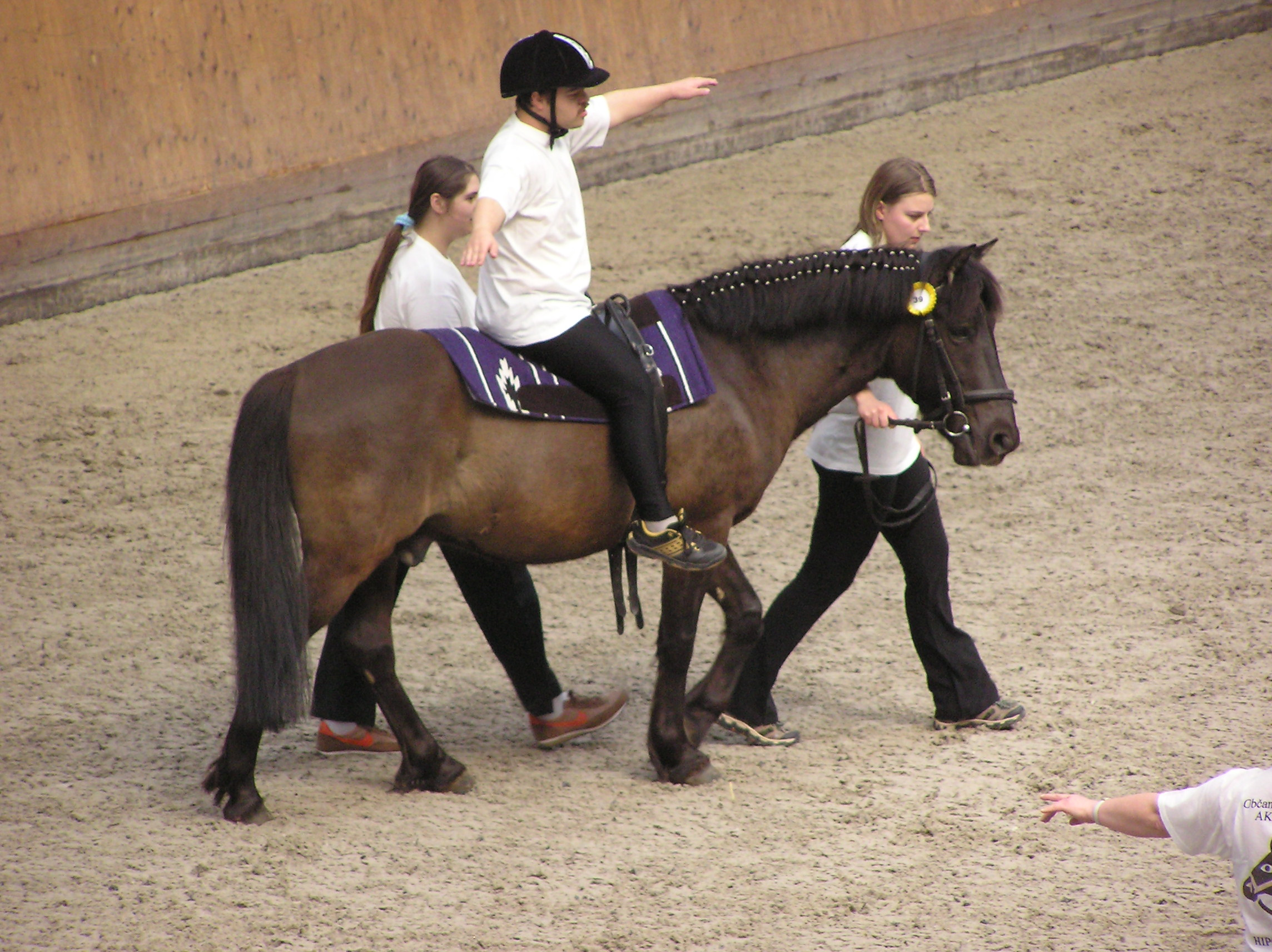
Corso di ippoterapia

L'ippoterapia (dal gr. ἱππος = cavallo e θεραπεία = cura), meglio detta terapia con il mezzo del cavallo (abbreviato TMC) è l'insieme di tecniche che prevedono l'utilizzo dei cavalli per migliorare lo stato di salute di un soggetto umano.
Da questo punto di vista è da distinguersi dalle semplici pratiche ludiche che coinvolgano il cavallo senza il controllo di personale medico specificamente preparato.
L'ippoterapia rientra negli interventi assistiti con animali che compongono la pet therapy.

## Definizione interventi assistiti
Gli interventi assistiti si dividono in tre categorie: AAA (Attività Assistite dall'Animale), TAA (Terapie Assistite dagli Animali) e EAA (Educazione Assistiti degli Animali).
Le AAA sono costituite da interventi di tipo educativo-ricreativo con l'obiettivo di migliorare la qualità della vita delle persone. Gli interventi possono essere svolti in ambiti di vario tipo e prevedono la partecipazione di un operatore oltre al conduttore con il proprio animale.
- le AAA possono essere individuali o di gruppo;
- gli obiettivi sono di carattere generale (es. socializzazione)
- non è d'obbligo la raccolta di dati e di informazioni durante gli incontri
- la partecipazione dell'operatore non è obbligatoria ma solitamente è presente.

Le TAA sono costituite da interventi con obiettivi specifici e predefiniti. Gli incontri si svolgono sempre in presenta di un professionista con esperienza specifica nel campo (es. fisioterapista, educatore). Le TAA hanno l'obiettivo di favorire il miglioramento delle funzioni fisiche, sociale, emotive, cognitive e vengono solitamente effettuati individualmente o in gruppi ristretti, proprio per dare attenzione e spazio operativo a tutti gli utenti. Gli interventi vengono documentati e valutati.
- partecipazione obbligatoria del professionista in campo umano (es. medico, educatore, fisioterapista, psicologo)
- individuazione di obiettivi specifici predefiniti in fase di progettazione dell'intervento
- raccolta di documentazione per valutare gli eventuali progressi
- miglioramento di alcune funzioni (es. motricità fine)

Le EAA sono costituite da interventi con obiettivi specifici predefiniti. Gli incontri si svolgono sempre in presenza del professionista in ambito educativo: insegnante, pedagogista, educatore, psicologo. Hanno l'obiettivo di migliorare le funzioni cognitive. Ogni incontro prevedere la raccolta di documentazione sull'andamento degli incontri e una valutazione relativa agli obiettivi prefissati. Esempio: una classe di bambini frequentanti la scuola primaria si reca in maneggio, l'obiettivo ad esempio stimolare l'apprendimento di alcuni termini e concetti legati alle diversità e alle somiglianze.
Gli animali possono essere inseriti in tipologie di intervento molto differenti con obiettivi diversificati, di seguito riportiamo alcuni esempi:
- migliorare le abilità motorie;
- migliorare le condizioni di equilibrio fisico;
- incrementare le interazioni verbali tra i membri di un gruppo;
- migliorare le capacità d'attenzione;
- migliorare l'autostima;
- ridurre l'ansia;
- ridurre il senso di solitudine;
- migliorare il vocabolario e la capacità di lettura;
- favorire l'apprendimento;
- aiutare la memoria a breve/lungo termine;
- favorire il senso di responsabilità;
- favorire il rispetto delle regole;
- stimolare il desiderio di essere coinvolto nelle attività di gruppo[3].

## Storia
Benefici effetti correlabili all'uso del cavallo furono intuiti in epoche remote e la prescrizione dell'equitazione a scopo terapeutico si riscontra già nell'opera di Ippocrate di Coo (460-370 a.C.).
In Italia, l'ippoterapia è stata introdotta, in modo coerente e metodologicamente corretto, da Daniela Nicolas-Citterio negli anni settanta, un medico e psicologo francese che ha fornito un notevole impulso alla diffusione e al corretto uso del cavallo in medicina, anche attraverso l'Associazione Nazionale Italiana per la Riabilitazione Equestre. Ma già nel 1953 il neuropsichiatra americano Boris Levinson con il termine Pet-Therapy, ricevendo nel proprio studio una madre con un bambino con turbe psichiatriche, si accorse che questi si dirigeva spontaneamente verso il cane e questo nuovo rapporto ne favorì uno più stretto con lo psichiatra che vide nel cane un oggetto transizionale. Il bambino era con il cane più spontaneo perché il cane lo accettava incondizionatamente e permetteva di essere toccato; il dottor Levinson ritenne che il bambino potesse sviluppare un proprio autocontrollo perché nella relazione egli era il padrone della situazione. In questo episodio l'animale protagonista è un cane, ma possiamo generalizzare le conclusioni tratte del dottor Levinson a tutti gli animali domestici, quali gatto, cane, cavallo e asino.

## A chi è rivolta
Ai giorni nostri l'ippoterapia viene usata, oltre che nelle patologie classiche della paralisi cerebrale infantile, dell'autismo o della sindrome di Down, anche nelle patologie acquisite in conseguenza di traumi correlati alla infortunistica stradale e del lavoro.
Affinché questo metodo di cura risulti efficace e la sua somministrazione sia corretta sotto tutti gli aspetti sanitari, tecnici e normativi, l'ippoterapia dev'essere esercitata da un'équipe integrata da personale specificamente qualificato e tecnicamente preparato. Per lo stesso motivo, il luogo destinato a questo tipo di cura necessita di una sufficiente disponibilità di spazi chiusi (maneggio coperto, sala per colloqui psicologici e visite mediche, uffici, sala riunioni, servizi igienici, scuderia, selleria) e di spazi aperti (campo recintato, tondino).
Nell’ippoterapia si parla di utente e non paziente perché quest’ultimo termine richiama un carattere medico, non bisogna generalizzare e porre etichette.  In questa unica terapia è molto importante lo sguardo alla persona come essere unico e speciale, non si creano mai categorie.
È importante, per chi si occupa di ippoterapia, riconoscere e valorizzare le potenzialità delle persone, in quanto nessuna persona è uguale all’altra e quindi gli interventi non sono standard ma predisposti e studiati in base alla caratteristica peculiare di ogni singola persona.
Il conduttore assieme una équipe di professionisti si impegnerà a studiare un programma d’azione e avrà modo di confrontarsi sull’utente destinatario della terapia evidenziandone peculiarità, aspetti da valorizzare e aspetti da non toccare. In questo modo gli interventi vengono adattati alla singola persona.
È di vitale importanza che durante il primo incontro con la persona cui è rivolto l’intervento, il conduttore si ponga in una condizione di ascolto attivo.
L’ippoterapia è rivolta a persone con determinate patologie o condizioni come per esempio: lo stato confusionale che può essere a sua volta collegato ad alcune patologie come il morbo di Alzheimer, la demenza, la SLA, Ictus, depressione o schizofrenia. Vengono inoltre predisposti interventi per persone con disturbi generalizzati dello sviluppo e quindi quei disturbi che riguardano la sfera relazionale e delle capacità comunicative, come la sindrome di Asperger, il disturbo di Rett, Sindrome fetale da alcool, disturbo da deficit dell'attenzione e iperattività (ADHD), Sindrome di Down, oppure ancora i disordini che creano deficit motorio che possono essere relativi a fattori esogeni o endogeni, in particolar modo paralisi cerebrale, morbo di Parkinson, Ictus, la Spina bifida, la SLA, distrofia muscolare o il trauma cranico cerebrale o al midollo spinale. È indicata l’ippoterapia a chi ha difficoltà di parola, in particolar modo riguarda la SLA, lesione cranica o cerebrale, disturbi dello sviluppo, ictus, problemi di udito, paralisi cerebrale, problemi di vista. Per ultima, ma non meno importante, l’ippoterapia è utile per alleviare le problematiche relative alla terza età, persone con malattie allo stadio terminale, persone con sistema immunitario depresso, persone con patologie psichiatriche. In qualsiasi caso è seriamente consigliato che il circolo ippico chieda all'ipotetico utente un certificato medico che attesti che il soggetto può svolgere attività a cavallo.
Dopo aver definito la tipologia di utenza che usufruisce di questa terapia andiamo a definire la relazione uomo- animale e i possibili benefici derivanti.
Gli animali possono facilitare l'apertura di un canale comunicativo tra l'utente e il professionista e possono favorire, soprattutto in fase iniziale di un percorse terapeutico, l'instaurarsi dell'alleanza terapeutica, di seguito si elenca i possibili benefici andando a delineare una panoramica generale:
- Empatia: questo termine di origine greca significa letteralmente "sentire dentro", si ri fa alla capacità di un individuo di saper entrare in contatto profondo con lo stato d'animo dell'altro. Vi sono numerosi studi che affermano che i bambini che possiedono un animale da compagnia e coinvolti nel rapporto con esso, mostrano più capacità di comprendere le emozioni delle persone, rispetto ai bambini che non possiedono alcun animale. Uno studio del 1987 indicò che i bambini in età prescolare che vivono con cani e gatti, avevano più competenze nell'immaginare le emozioni di altre persone in situazione ipotetiche, rispetto a bambini della stessa età ma senza animali (C. Bailey, Exposure of preschool children to companion animals: Impact on role- taking skills, 1987).
- Aprirsi all'altro: gli individui che hanno malattie mentali o che vivono un momento di sofferenza psichica sono concentrati solo su se stessi, l'attrazione per l'animale e la motivazione a interagire con esso può aiutarli ad aprirsi verso l'esterno.
- Il prendersi cura e il senso di responsabilità: attraverso le relazioni con l'animale si possono apprendere le capacità di curare altri esseri viventi. Molti bambini a rischio non hanno appreso le abilità di cura di se stessi attraverso oi genitori, invece quando un bambino impara a prendersi cura di un animale, può sviluppare tali capacità. Occuparsi dell'altro aiuta a comprendere il proprio bisogno di essere accuditi e la consapevolezza che tutti gli esseri viventi hanno dei bisogni.
- Socializzazione: gli animali favoriscono la socializzazione tra le persone. Alcune ricerche hanno dimostrato che fungono da "rompi-ghiaccio" per l'inizio di una conversazione tra persone che non si conoscono (P. R. Messent, Pets as Social Facilitators, Veterinary Clinics of North America, Small Animal Practice, Vol. 25, n.2, 1985).
- Autostima: l'incapacità dell'animale di valutare, correggere, contraddire le affermazioni dell'uomo porta ad una comunicazione più spontanea e meno vincolata al timore di essere giudicati. Gli animali accettano l'uomo senza riserve e senza rancore, questi due fattori soprattutto rendono la relazione con l'animale serena e rilassante. Questo aspetto può favorire l'aumento dell'autostima.
- Contatto fisico: il contatto corporeo, il piacere tattile permettono la formazione di un "confine psicologico", della propria identità, del proprio se e della propria esistenza. Esiste una correlazione tra contatto fisico e benessere psicofisico. I bambini che non sono abituati al contatto fisico non riescono a sviluppare salutari relazioni con gli altri; alcune persone non accettano di entrare in contatto con l'altro ma contrariamente accettano il contatto da parte di un animale, perché lo sentono più sicuro, non fa paura ed è piacevole.
- Il gioco: rappresenta un insostituibile strumento educativo, fondamentale non solo per lo sviluppo dell'affettività e della socialità dell'individuo ma è anche un valido stimolo all'attività cognitiva. Il gioco consente di rinforzare i legami, di stimolare il contatto fisico, la fantasia e la capacità di rappresentazione. Attraverso il gioco si possono esprimere emozioni e sensazioni che talvolta non si riesce ad esternare.
- Benefici fisiologici: molte persone in presenza di un animale riescono a rilassarsi[1].

## Il cavallo da Ippoterapia
I cavalli solitamente impiegati nei centri equestri che si occupano di equitazione per persone affette da disabilità, hanno le stesse caratteristiche dei cavalli adatti a principianti, non sono richieste particolari doti atletiche come invece spesso accade per altre discipline equestri. Vengono comunque ricercate particolari attitudini comportamentali e morfologiche. In genere le lezioni di ippoterapia risultano per il cavallo esercizi noiosi e ripetitivi, perciò è necessario che sia dotato di molta calma e pazienza, è indispensabile che non abbia particolari scatti improvvisi ne per i rumori, che solitamente spaventano i cavalli, in quanto spesso il cavaliere affetto da particolari patologie ha difficoltà a trattenersi dal compiere movimenti bruschi. Inoltre deve essere sufficientemente agile e dotato di spirito d'adattamento, per ovviare il più possibile le difficoltà di chi lo monta. deve essere completamente desensibilizzato al tocco in tutto il corpo. A livello morfologico la struttura ideale e quella del cavallo mesomorfo, per stabilità e comodità delle andature. L'altezza preferibile è tra i 155–160 cm al garrese per facilitare le manovre di salita e discesa (che in casi particolari possono venire con l'ausilio di un montatoio). Viene considerato spesso anche il passato del cavallo infatti spesso cavalli salvati da maltrattamenti possono avere dei problemi comportamentali.Il cavallo impiegato in tale attività dovrebbe dunque: a) presentare tipologie morfologiche differenziate ed adeguate alla patologia dell'utente; b) possedere doti di docilità, associate a capacità di apprendimento di schemi di lavoro differenziati con il minor rischio di errore; essere, nei limiti della sicurezza, un cavallo reattivo; un comportamento passivo non stimola infatti sufficientemente l'utente; essere un animale affidabile, privo di vizi, incapace di reazioni anomale o poco prevedibili e, soprattutto, uno strumento terapeutico, non solo un compagno di esercizi atletici.

## Descrizione e fasi
L'ippoterapia consiste nella induzione di miglioramenti funzionali psichici e motori attraverso l'attento uso dei numerosi stimoli che si realizzano nel corso della interazione uomo-cavallo. Si avvale di soggetti equini adatti allo scopo. Si può utilizzare una specifica sella anche se spesso vengono utilizzate selle da monta inglese o americana. L'abbigliamento del paziente dipende molto dalle regole interne alla struttura ippica, per legge è obbligatorio il cap per i minori di diciotto anni.
Si distinguono quattro fasi fondamentali:
- maternage": Può essere considerata una fase preliminare del paziente che, insieme al terapista, comincia il suo approccio al cavallo;
- Ippoterapia propriamente detta: Consiste nella somministrazione degli esercizi terapeutici al soggetto malato che non si occupa direttamente dei movimenti e degli altri stimoli provenienti dal cavallo ma a questi risponde automaticamente; Questa fase è tanto più efficace quanto più attenta è la scelta e la progressione degli esercizi somministrati dall'équipe medica.
- Riabilitazione equestre: È una fase avanzata della cura. In essa il paziente controlla direttamente il cavallo attraverso le proprie azioni;
- Re-inserimento sociale: Punto di arrivo ottimale di tutto il programma terapeutico, il re-inserimento sociale può essere realizzato attraverso il mezzo del cavallo in quella parte dei pazienti che abbiano superato i deficit psicomotori originari che erano di ostacolo alla piena affermazione della persona[9].

## Cura dell'animale coinvolto
Per quanto possa essere piacevole per l’animale l’attività di pet-therapy con l’uomo, bisogna essere consapevoli che per l’animale è un impegno quindi deve essere continuamente monitorato riguardo alla sua salute psicosomatica. Quindi si dovrà andare a prevedere e evitare momenti di stress “negativo” eventuali che l’animale può percepire e sicuramente comunicherà all'umano a cui fa riferimento, in questo caso il conduttore del cavallo. È molto importante tenere conto delle necessità dell’animale prima degli incontri. Ogni animale è un individuo a parte con proprie capacità di tolleranza. Fondamentale per chi conduce animali nelle attività assistite è riconoscere i segnali di stress che l’animale esprime altrimenti suo arrivare ad un blocco di quest’ultimo o causargli un trauma.
Di seguito riportiamo alcuni esempi di segnali di stress propri del cavallo:
- Riduzione delle prestazioni;
- Nervosismo eccessivo;
- Comportamento sospettoso;
- Passività;
- Tentativi di fuga;
- Stereotipie quali ticchettio con lo zoccolo, “box walking”.

Per tutelare l’animale e prevenire un possibile stress, bisogna conoscere a fondo l’animale che si vuol far partecipare all’intervento assistiti. È necessario conoscere la tempra, il carattere e gli eventuali limiti; proprio per poter programmare gli incontri al meglio per garantire serenità all’animale e il servizio all’utente.
Per tutelare l’animale da eventuali momenti di stress vissuti durante gli incontri, si può utilizzare alcune tecniche di rilassamento o tecniche per trasformare lo stress negativo in stress positivo in modo tale che l’animale riesca ad alzare il livello di tolleranza.